# Сосновська сільська рада (Каргапольський район)
Сосно́вська сільська рада (рос. Сосновский сельский совет) — сільське поселення у складі Каргапольського району Курганської області Росії.
Адміністративний центр — село Сосновка.
Населення сільського поселення становить 617 осіб (2017; 676 у 2010, 698 у 2002).

## Склад
До складу сільського поселення входять:
| Населений пункт       | Населення, осіб (2002) | Населення, осіб (2010) |
| --------------------- | ---------------------- | ---------------------- |
| Окуневка, селище      | 44                     | 68                     |
| Первомайський, селище | 70                     | 35                     |
| Сосновка, село        | 584                    | 573                    |